# 赤坂Biz塔楼大厦
35°40′23.6″N 139°44′11″E / 35.673222°N 139.73639°E
赤坂Biz塔楼大厦（日语：赤坂Bizタワー）是位於日本东京都港区赤坂的摩天大楼，為都市複合開發區赤坂Sacas的一部分。

## 入居企业
- 東京威力科創
- 博报堂DY控股
- 博報堂
- 日本環球音樂
- 國際石油開發帝石
- 路透社
- 日立
- 每日放送东京分社

## 前往方法
- 千代田线赤坂站直达（与地下2层直接连接）
- 银座线丸之内线赤坂见附站步行5分钟
- 银座线南北线溜池山王站步行6分钟